# Opel Corsa Electric
Az Opel Corsa Electric a kompakt (B) osztályba tartozó elektromos autótípus. A járművet a német Opel autógyártó gyártja. 2022 végéig az autó az Opel Corsa-e nevet viselte. A Corsa Electric a hatodik generációs Opel Corsa elektromos változata.

## Műszaki adatok[2]

### Szállítás
Az autóban öt ülés található, amelyek közül kettő Isofix gyereküléshez is alkalmas. 309 van alapkivitelben literes csomagtér, amely a hátsó üléssor lehajtásával 1118 literesre bővíthető.

### Akkumulátor
50 kWh kapacitású vontatási akkumulátorral van felszerelve az autó, amelyből 45 kWh használható. Ennek eredményeként a WLTP mérési tartománya 359 km, ami 285 km a gyakorlatban.  Az akkumulátor aktív hűtésű, és a CATL gyártja. Az akkumulátor névleges feszültsége 400 K. A teljes akkumulátorcsomag súlya körülbelül 356 kg.

### Tölrés
Az autó akkumulátora alapból tölthető Type 2 csatlakozón keresztül, 7,4 kW töltési kapacitással egyfázisú 32 használatával amper, ami 7,25 óra alatt veszi fel az autót 0-ról %-tól 100-ig % betölthető. CCS- csatlakozással rendelkező gyorstöltő használata esetén a töltési sebesség akár 101 kW-ot ér el, ami legalább 26 perc alatt 10-ről viszi az autót %-ról 80-ra % tölthető, ami 460-as gyorstöltési sebességet jelent km/h.

### Teljesítmény
Az autó elektronikus hajtáslánca 100 kW-ra vagy 136 lóerőre képes, ami 260-assá teszi az autót Az Nm nyomaték 8,1 másodperc alatt tud 0-ról 100-ra felgyorsulni km/h. Az elérhető maximális sebesség körülbelül 150 km/h.

## Képtár

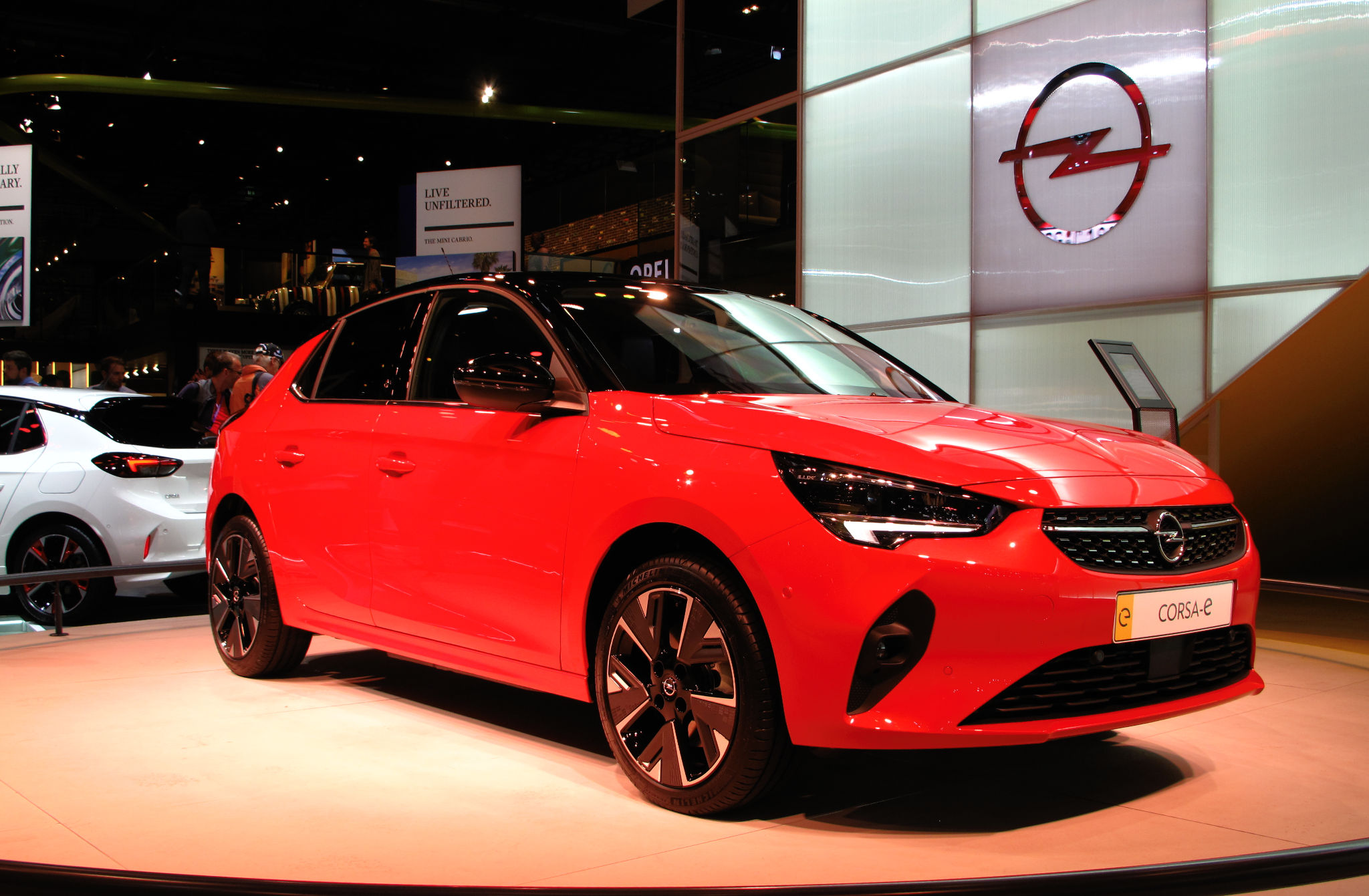
Elölnézetből
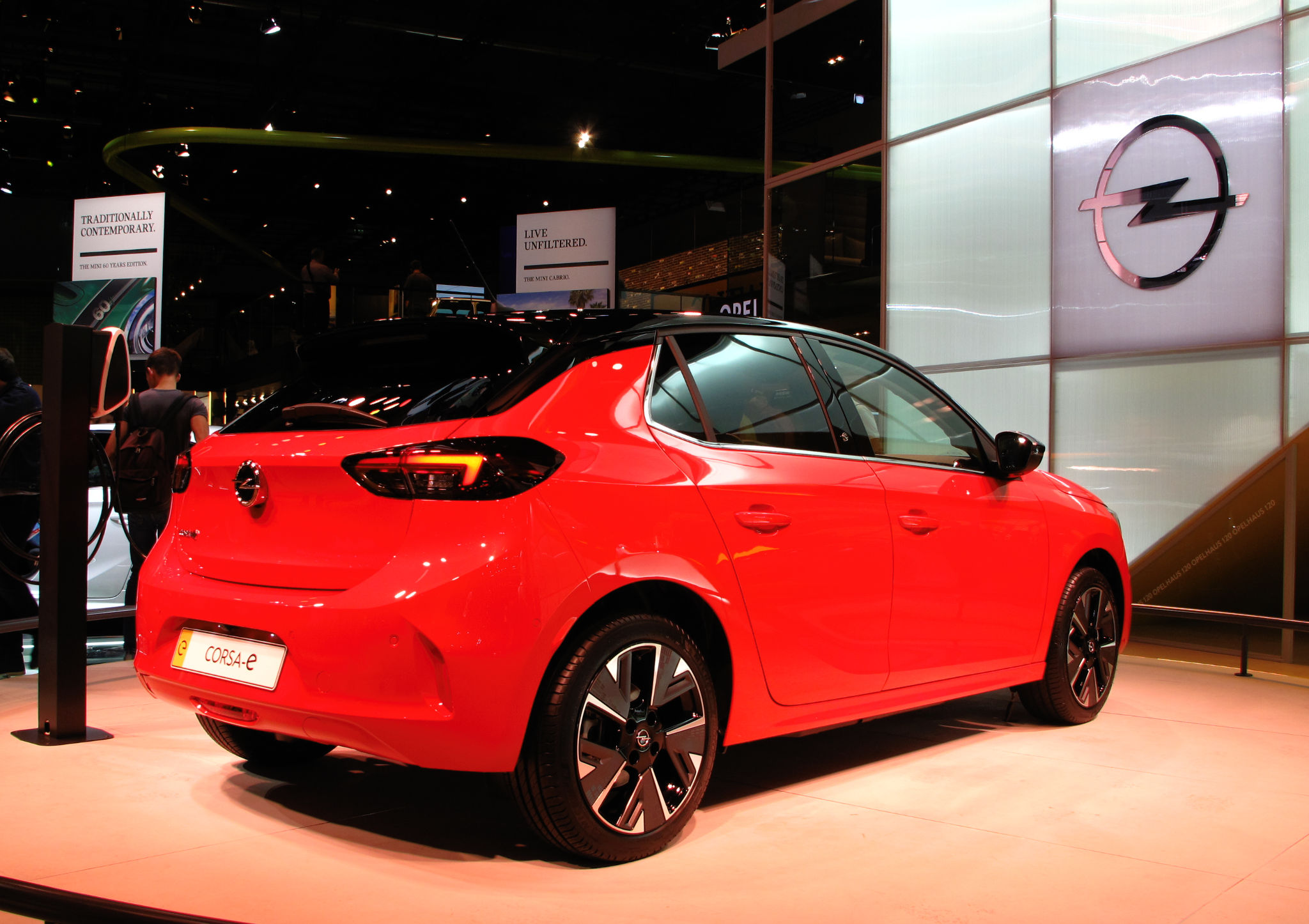
Hátulnézetből

## Fordítás
Ez a szócikk részben vagy egészben  az   Opel Corsa Electric című holland Wikipédia-szócikk ezen változatának fordításán alapul.  Az eredeti cikk szerkesztőit annak laptörténete sorolja fel. Ez a jelzés csupán a megfogalmazás eredetét és a szerzői jogokat jelzi, nem szolgál a cikkben szereplő információk forrásmegjelöléseként.